# Fußball-Bezirksklasse Leipzig 1936/37
Die Fußball-Bezirksklasse Leipzig 1936/37 war die vierte Spielzeit der Fußball-Bezirksklasse Leipzig im Sportgau Sachsen. Sie diente als eine von vier zweitklassigen Bezirksklassen als Unterbau der Gauliga Sachsen. Die Meister dieser vier Spielklassen qualifizierten sich für eine Aufstiegsrunde, in der zwei Aufsteiger zur Gauliga Sachsen ausgespielt wurden.
Die Bezirksliga Leipzig wurde in dieser Spielzeit in einer Gruppe mit zehn teilnehmenden Mannschaften im Rundenturnier mit Hin- und Rückspiel ausgetragen. Als Bezirksmeister setzte sich dabei die SpVgg 1899 Leipzig-Lindenau mit sieben Punkten Vorsprung vor dem SV Eintracht Leipzig durch und qualifizierte sich dadurch für die Aufstiegsrunde zur Gauliga Sachsen 1936/37. Anders als in der Spielzeit 1934/35 konnten sich die Leipziger diesmal durchsetzten und stiegen als Zweitplatzierter der Aufstiegsrunde in die Erstklassigkeit auf. Der SV Viktoria Leipzig und der Aufsteiger SV Helios Leipzig stiegen nach dieser Spielzeit in die 1. Kreisklasse ab.

## Abschlusstabelle
| Pl. | Verein                        | Sp. | Tore  | Quote | Punkte |
| --- | ----------------------------- | --- | ----- | ----- | ------ |
| 1.  | SpVgg 1899 Leipzig-Lindenau   | 18  | 76:38 | 2,00  | 32:4   |
| 2.  | SV Eintracht Leipzig          | 18  | 56:26 | 2,15  | 25:11  |
| 3.  | Leipziger SV 1899             | 18  | 43:37 | 1,16  | 22:14  |
| 4.  | VfB Zwenkau 02                | 18  | 43:31 | 1,39  | 21:15  |
| 5.  | Sportfreunde Markranstädt (N) | 18  | 40:43 | 0,93  | 16:20  |
| 6.  | TuB Leipzig                   | 18  | 37:43 | 0,86  | 16:20  |
| 7.  | VfL Olympia 96 Leipzig        | 18  | 31:42 | 0,74  | 16:20  |
| 8.  | Sportfreunde Leipzig          | 18  | 45:55 | 0,82  | 15:21  |
| 9.  | SV Viktoria Leipzig           | 18  | 36:53 | 0,68  | 11:25  |
| 10. | SV Helios 02 Leipzig (N)      | 18  | 28:67 | 0,42  | 06:30  |

| (N) | Aufsteiger aus der 1. Kreisklasse |